# 竿尾悟
竿尾 悟（さお さとる、1975年 - ）は日本の漫画家。男性。愛媛県中島町出身。
主にミリタリーを題材としながらも、コミカルな画風と愛嬌のあるキャラクターを描き、コメディ色の強い作風が特徴。代表作は『迷彩君』、『コンビニDMZ』、『ゲート 自衛隊 彼の地にて、斯く戦えり』など。

## 作品一覧

### 連載中
- ゲート 自衛隊 彼の地にて、斯く戦えり（原作：柳内たくみ）：アルファポリス、既刊27巻。同名小説のコミカライズ。

### 完結作品
- ウォースパイト〜マルスの目〜：ヤングキングアワーズ、少年画報社、全2巻。
- コンビニDMZ：ヤングキングアワーズ、少年画報社、全5巻。
  - コンビニDMZ plus!：電子コミックサイト「まんがこっち」モバイルキング掲載[3]、少年画報社、単巻。
- 地雷屋 JIRAIYA アフガニスタン編：ヤングキング、少年画報社、単巻。
- 戦争の犬たち：ヤングキング別冊キングダム、少年画報社、単巻。
- 渚：ヤングキング別冊キングダム、少年画報社、全3巻。
- 迷彩君：ヤングキングアワーズ、少年画報社、全5巻。
  - 迷彩君 perfect：少年画報社、全2巻。上記の新装版。
- 単行本『海竿 -竿尾悟〈海洋〉ミリタリー短編コミックス-』（少年画報社）に収録の各作品。
  - 夢見るリヴァイアサン（短編読切）
  - 風雲!水軍城（未発表作品）
  - TRIDENTS：ストライクアンドタクティカルマガジン、株式会社カマド。